# Elecciones autonómicas de España de 2003

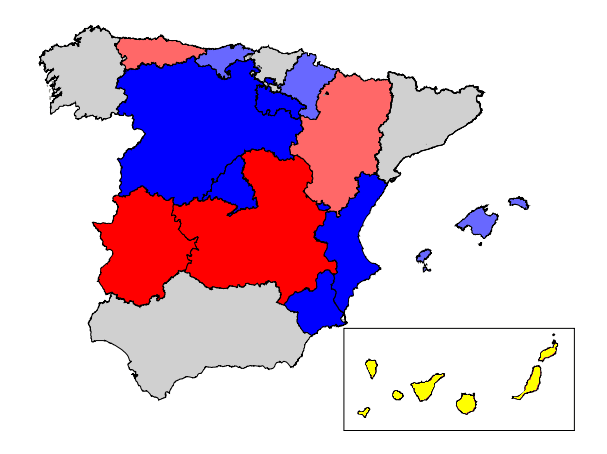
Resultados de las elecciones. El mapa representa los partidos con mayor número de escaños por comunidad. Los colores claros respresentan mayorías simples. En rojo el PSOE, en azul el PP y en amarillo CC (partido con mayoría simple en la comunidad autónoma de Canarias).

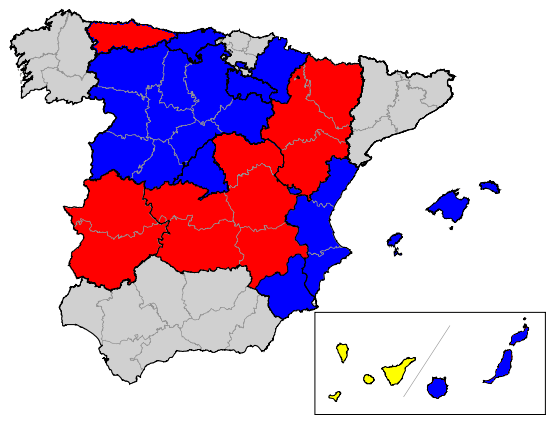
Fuerzas políticas con mayor número de votos por provincia. En rojo el PSOE, en azul el PP y en amarillo CC.

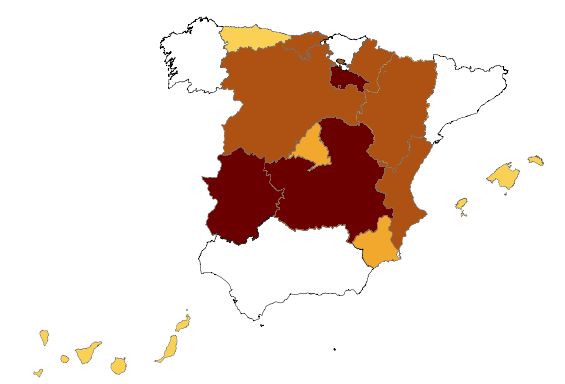
Porcentaje de participación por comunidades autónomas:
<65%
65-70%
70-75%
>75%
No participan

El domingo 25 de mayo de 2003, trece de las diecisiete comunidades autónomas españolas celebraron elecciones autonómicas. Se convocaron elecciones a las Cortes de Aragón, a la Junta General del Principado de Asturias, al Parlamento de las Islas Baleares, al Parlamento de Canarias, al Parlamento de Cantabria, a las Cortes de Castilla-La Mancha, a las Cortes de Castilla y León, a la Asamblea de Extremadura, a la Asamblea de Madrid, a la Asamblea Regional de Murcia, al Parlamento de Navarra, al Parlamento de La Rioja, y a las Cortes Valencianas. 
En el País Vasco ya se celebraron elecciones el 13 de mayo de 2001, resultando ganador de las mismas el PNV, el PSE-EE como segunda fuerza política y el PP como tercera. En Galicia se celebraron elecciones el 21 de octubre de 2001, y Fraga revalidó su mayoría absoluta. En Cataluña se celebrarían más tarde, en noviembre del 2003. En la comunidad autónoma de Andalucía se celebrarían elecciones autonómicas también más adelante, junto con las elecciones generales, el 14 de marzo de 2004.
En estas elecciones autonómicas de 2003 se eligieron 784 diputados de asambleas legislativas de comunidades autónomas, 65.522 concejales, 8.108 alcaldes, 1.034 diputados provinciales y 139 consejeros de cabildos insulares. Hubo un total de 24.710 colegios electorales, 56.151 mesas electorales, 192.979 urnas y 56.151 cabinas.

## Precampaña electoral
En la campaña electoral de estas elecciones autonómicas y municipales, los temas más recurrentes fueron:
- El accidente del Prestige: Ocurrió en noviembre del 2002 y causó una marea negra que dañó gravemente el litoral gallego, además de otras zonas de la costa cantábrica e incluso del sur de Francia.
- El Plan Hidrológico Nacional: Consistía en transferir el agua del Ebro a las zonas más secas del sureste peninsular, sobre todo a la Región de Murcia y Valencia. Esta propuesta fue causa de grandes enfrentamientos. El Gobierno de Aragón y Cataluña se opusieron a la propuesta, mientras que los Gobiernos de Valencia y de la Región de Murcia apoyaban el proyecto.
- El terrorismo: En el año 2003 hubo una cifra inusualmente baja de muertos por atentado terrorista (tres personas). Sin embargo, las discusiones políticas entre Gobierno Central y el Gobierno Vasco no cesaron durante la VII Legislatura. Algunos partidos de la oposición acusaron duramente al PP de utilizar el terrorismo en su beneficio y de fomentar la crispación en el País Vasco.

### Tabla de candidatos
En esta tabla se muestran los candidatos a la presidencia de las comunidades autónomas, ordenados de más a menos escaños:
| Comunidad autónoma y presidente en la anterior legislatura   | Candidatos | Observaciones |
| ------------------------------------------------------------ | --- | --- |
| Aragón Marcelino Iglesias Ricou (PSOE)                       | - PSOE: Marcelino Iglesias Ricou - PP: Gustavo Alcalde Sánchez - CHA: Chesús Bernal Bernal - PAR: José Ángel Biel Rivera - IU: Adolfo Barrena Salces                                                   | |
| Asturias Vicente Álvarez Areces (PSOE)                       | - PSOE: Vicente Álvarez Areces - PP: Ovidio Sánchez Díaz - IU-BA: Francisco Javier García Valledor - PAS: Xuan Xosé Sánchez Vicente                                                                    | - Izquierda Unida y Bloque por Asturies se presentaron en candidatura conjunta. |
| Baleares Francesc Antich (PSOE)                              | - PP: Jaume Matas Palou - PSOE: Francesc Antich Oliver - PACTE: Pilar Costa - PSM: Pere Sampol Mas - UM: Maria Antònia Munar i Riutort - Esquerra Unida: Miguel Roselló del Rosal - AIPF: Josep Mayans | - El Partido Socialista Obrero Español se presentó a estas elecciones de 2003 en la circunscripción de Ibiza integrado en la coalición denominada Pacte Progressista, junto a Esquerra Unida-Els Verds, Entesa Nacionalista i Ecologista y Esquerra Republicana de Catalunya. |
| Canarias Román Rodríguez Rodríguez (CC)                      | - CC: Adán Martín Menis - PSOE: Juan Carlos Alemán Santana - PP: José Manuel Soria López - FNC: - | - La FNC estaba integrada por el PNC y el PIL, entre otros. |
| Cantabria José Joaquín Martínez Sieso (PP)                   | - PP: José Joaquín Martínez Sieso - PSOE: María Dolores Gorostiaga Saiz - PRC: Miguel Ángel Revilla Roiz                                                                                               | |
| Castilla-La Mancha José Bono Martínez (PSOE)                 | - PSOE: José Bono Martínez - PP: Adolfo Suárez Illana | |
| Castilla y León Juan Vicente Herrera Campo (PP)              | - PP: Juan Vicente Herrera Campo - PSOE: Ángel Villalba Álvarez - UPL: Joaquín Otero Pereira | |
| Comunidad Valenciana José Luis Olivas (PP)                   | - PP: Francisco Camps Ortiz - PSPV-PSOE: Joan Ignasi Pla Durá - Entesa: Joan Ribó | - La coalición política Entesa estaba formada por Esquerra Unida del País Valencià, Izquierda Republicana, Esquerra Valenciana y Els Verds. |
| Extremadura Juan Carlos Rodríguez Ibarra (PSOE-Progresistas) | - PSOE-Progresistas: Juan Carlos Rodríguez Ibarra - PP: Carlos Floriano Corrales - IU-SIEX: Manuel Cañada Porras                                                                                       | - El Partido Socialista Obrero Español y Coalición Extremeña presentaron su candidatura conjunta con la coalición PSOE-Progresistas. |
| La Rioja Pedro Sanz Alonso (PP)                              | - PP: Pedro Sanz Alonso - PSOE: Juan Francisco Martínez-Aldama Sáenz - PR: Miguel González de Legarra                                                                                                  | |
| Madrid Alberto Ruiz-Gallardón (PP)                           | - PP: Esperanza Aguirre Gil de Biedma - PSOE: Rafael Simancas Simancas - IU: Fausto Fernández Díaz | |
| Murcia Ramón Luis Valcárcel Siso (PP)                        | - PP: Ramón Luis Valcárcel Siso - PSOE: Ramón Ortiz Molina - IU: Cayetano Jaime Moltó | |
| Navarra Miguel Sanz Sesma (UPN-PP)                           | - UPN-PP: Miguel Sanz Sesma - PSN-PSOE: Juan José Lizarbe Baztán - IUN-NEB: Félix Taberna Monzón - ARALAR: Patxi Zabaleta - CDN: Juan Cruz Alli Aranguren - EA/EAJ-PNV: -                              | - Eusko Alkartasuna y el Partido Nacionalista Vasco se presentan juntos a estos comicios del 2003. - La candidatura promovida por la izquierda abertzale, AuB, fue ilegalizada.                                                                                               |

## 25-M

### Resultados electorales
En la siguiente tabla figuran los resultados electorales de las elecciones a las cámaras legislativas de las 17 comunidades autónomas. Los partidos están ordenados de más a menos escaños obtenidos:
| Comunidad autónoma, presidente y gobierno                                                                           | Partido           | Votos     | %      | Diputados | +/- |
| --- | ----------------- | --------- | ------ | --------- | --- |
| Aragón 67 escaños - Presidente: Marcelino Iglesias Ricou (PSOE) - Gobierno: PSOE y PAR                              | PSOE              | 268.827   | 37,91% | 27        | +4  |
| Aragón 67 escaños - Presidente: Marcelino Iglesias Ricou (PSOE) - Gobierno: PSOE y PAR                              | PP                | 218.047   | 30,75% | 22        | -6  |
| Aragón 67 escaños - Presidente: Marcelino Iglesias Ricou (PSOE) - Gobierno: PSOE y PAR                              | CHA               | 97.481    | 13,75% | 9         | +4  |
| Aragón 67 escaños - Presidente: Marcelino Iglesias Ricou (PSOE) - Gobierno: PSOE y PAR                              | PAR               | 79.384    | 11,20% | 8         | -2  |
| Aragón 67 escaños - Presidente: Marcelino Iglesias Ricou (PSOE) - Gobierno: PSOE y PAR                              | IU                | 21.521    | 3,04%  | 1         | =   |
| Asturias 45 escaños - Presidente: Vicente Álvarez Areces (PSOE) - Gobierno: PSOE y IU-Bloque                        | PSOE              | 243.571   | 40,30% | 22        | -2  |
| Asturias 45 escaños - Presidente: Vicente Álvarez Areces (PSOE) - Gobierno: PSOE y IU-Bloque                        | PP                | 237.676   | 39,30% | 19        | +4  |
| Asturias 45 escaños - Presidente: Vicente Álvarez Areces (PSOE) - Gobierno: PSOE y IU-Bloque                        | IU-BA             | 67.735    | 11,20% | 4         | +1  |
| Baleares 59 escaños - Presidente: Jaume Matas (PP) - Gobierno: PP y AIPF                                            | PP                | 189.830   | 44,70% | 29        | +1  |
| Baleares 59 escaños - Presidente: Jaume Matas (PP) - Gobierno: PP y AIPF                                            | PSOE              | 104.489   | 24,60% | 15        | +2  |
| Baleares 59 escaños - Presidente: Jaume Matas (PP) - Gobierno: PP y AIPF                                            | PACTE             | 15.381    | 3,60%  | 5         | -1  |
| Baleares 59 escaños - Presidente: Jaume Matas (PP) - Gobierno: PP y AIPF                                            | PSM               | 33.922    | 8,00%  | 4         | -1  |
| Baleares 59 escaños - Presidente: Jaume Matas (PP) - Gobierno: PP y AIPF                                            | UM                | 31.721    | 7,50%  | 3         | +1  |
| Baleares 59 escaños - Presidente: Jaume Matas (PP) - Gobierno: PP y AIPF                                            | EU                | 20.746    | 4,90%  | 2         | -1  |
| Baleares 59 escaños - Presidente: Jaume Matas (PP) - Gobierno: PP y AIPF                                            | AIPF              | 1.626     | 0,40%  | 1         | +1  |
| Canarias 60 escaños - Presidente: Adán Martín Menis (CC) - Gobierno: CC y PP                                        | CC                | 298.056   | 32,57% | 22        | -2  |
| Canarias 60 escaños - Presidente: Adán Martín Menis (CC) - Gobierno: CC y PP                                        | PSOE              | 233.335   | 25,50% | 18        | -1  |
| Canarias 60 escaños - Presidente: Adán Martín Menis (CC) - Gobierno: CC y PP                                        | PP                | 282.009   | 30,82% | 17        | +2  |
| Canarias 60 escaños - Presidente: Adán Martín Menis (CC) - Gobierno: CC y PP                                        | FNC               | 44.741    | 4,89%  | 3         | +3  |
| Cantabria 39 escaños - Presidente: Miguel Ángel Revilla Roiz (PRC) - Gobierno: PSOE y PRC                           | PP                | 146.012   | 42,43% | 18        | -1  |
| Cantabria 39 escaños - Presidente: Miguel Ángel Revilla Roiz (PRC) - Gobierno: PSOE y PRC                           | PSOE              | 102.918   | 29,91% | 13        | -1  |
| Cantabria 39 escaños - Presidente: Miguel Ángel Revilla Roiz (PRC) - Gobierno: PSOE y PRC                           | PRC               | 67.003    | 19,47% | 8         | +2  |
| Castilla-La Mancha 47 escaños - Presidente: José Bono (PSOE) - Gobierno: PSOE                                       | PSOE              | 631.817   | 57,81% | 29        | +3  |
| Castilla-La Mancha 47 escaños - Presidente: José Bono (PSOE) - Gobierno: PSOE                                       | PP                | 401.132   | 36,70% | 18        | -3  |
| Castilla y León 83 escaños - Presidente: Juan Vicente Herrera Campo (PP) - Gobierno: PP                             | PP                | 751.518   | 48,56% | 48        | =   |
| Castilla y León 83 escaños - Presidente: Juan Vicente Herrera Campo (PP) - Gobierno: PP                             | PSOE              | 568.558   | 36,74% | 31        | +1  |
| Castilla y León 83 escaños - Presidente: Juan Vicente Herrera Campo (PP) - Gobierno: PP                             | UPL               | 60.057    | 3,88%  | 3         | =   |
| Comunidad Valenciana 89 escaños - Presidente: Francisco Camps Ortiz (PP) - Gobierno: PP                             | PP                | 1.144.110 | 46,92% | 48        | -1  |
| Comunidad Valenciana 89 escaños - Presidente: Francisco Camps Ortiz (PP) - Gobierno: PP                             | PSPV-PSOE         | 870.589   | 35,70% | 36        | +1  |
| Comunidad Valenciana 89 escaños - Presidente: Francisco Camps Ortiz (PP) - Gobierno: PP                             | Entesa            | 153.496   | 6,3%   | 5         | =   |
| Extremadura 65 escaños - Presidente: Juan Carlos Rodríguez Ibarra (PSOE-Progresistas) - Gobierno: PSOE-Progresistas | PSOE-Progresistas | 339.447   | 51,62% | 36        | +2  |
| Extremadura 65 escaños - Presidente: Juan Carlos Rodríguez Ibarra (PSOE-Progresistas) - Gobierno: PSOE-Progresistas | PP                | 254.744   | 38,74% | 26        | -2  |
| Extremadura 65 escaños - Presidente: Juan Carlos Rodríguez Ibarra (PSOE-Progresistas) - Gobierno: PSOE-Progresistas | IU-SIEX           | 41.238    | 6,27%  | 3         | =   |
| La Rioja 33 escaños - Presidente: Pedro Sanz Alonso (PP) - Gobierno: PP                                             | PP                | 83.596    | 48,43% | 17        | -1  |
| La Rioja 33 escaños - Presidente: Pedro Sanz Alonso (PP) - Gobierno: PP                                             | PSOE              | 66.103    | 38,29% | 14        | +1  |
| La Rioja 33 escaños - Presidente: Pedro Sanz Alonso (PP) - Gobierno: PP                                             | PR                | 11.811    | 6,84%  | 2         | =   |
| Madrid 111 escaños - Presidente: Esperanza Aguirre Gil de Biedma (PP) - Gobierno: PP                                | PP                | 1.333.498 | 48,45% | 57        | +2  |
| Madrid 111 escaños - Presidente: Esperanza Aguirre Gil de Biedma (PP) - Gobierno: PP                                | PSOE              | 990.473   | 33,46% | 45        | +6  |
| Madrid 111 escaños - Presidente: Esperanza Aguirre Gil de Biedma (PP) - Gobierno: PP                                | IU                | 233.942   | 8,50%  | 9         | +1  |
| Murcia 45 escaños - Presidente: Ramón Luis Valcárcel Siso (PP) - Gobierno: PP                                       | PP                | 366.314   | 56,76% | 28        | +2  |
| Murcia 45 escaños - Presidente: Ramón Luis Valcárcel Siso (PP) - Gobierno: PP                                       | PSOE              | 219.707   | 34,04% | 16        | -2  |
| Murcia 45 escaños - Presidente: Ramón Luis Valcárcel Siso (PP) - Gobierno: PP                                       | IURM              | 36.551    | 5,66%  | 1         | =   |
| Navarra 50 escaños - Presidente: Miguel Sanz Sesma (UPN-PP) - Gobierno: UPN-PP y CDN                                | UPN-PP            | 126.725   | 41,35% | 23        | +1  |
| Navarra 50 escaños - Presidente: Miguel Sanz Sesma (UPN-PP) - Gobierno: UPN-PP y CDN                                | PSN-PSOE          | 64.663    | 21,14% | 11        | =   |
| Navarra 50 escaños - Presidente: Miguel Sanz Sesma (UPN-PP) - Gobierno: UPN-PP y CDN                                | IUN-NEB           | 26.834    | 8,77%  | 4         | +1  |
| Navarra 50 escaños - Presidente: Miguel Sanz Sesma (UPN-PP) - Gobierno: UPN-PP y CDN                                | ARALAR            | 23.697    | 7,75%  | 4         | -   |
| Navarra 50 escaños - Presidente: Miguel Sanz Sesma (UPN-PP) - Gobierno: UPN-PP y CDN                                | CDN               | 23.437    | 7,66%  | 4         | +1  |
| Navarra 50 escaños - Presidente: Miguel Sanz Sesma (UPN-PP) - Gobierno: UPN-PP y CDN                                | EA/EAJ-PNV        | 22.727    | 7,43%  | 4         | +1  |

Los resultados mostrados en esta tabla en lo referente a la Comunidad de Madrid no exponen los datos de las elecciones del 25 de mayo, sino que muestran los datos de las elecciones celebradas el 26 de octubre de 2003 (repetición de las del 25-M), como consecuencia del transfuguismo de los diputados socialistas Tamayo y María Teresa Sáez que provocó la creación de una comisión de investigación y la posterior repetición de las elecciones. 

## Reacciones políticas posteriores
El caso Tamayo y Sáez (más conocido por Tamayazo) fue lo más mencionado en lo referente a las elecciones autonómicas del 25 de mayo de 2003.
En lo referente a los resultados electorales en general, los datos otorgaban al PSOE la victoria en voto popular por un estrecho margen (7.999.178 del PSOE frente a 7.875.762 del PP), aunque en general, los resultados del PP fueron mejores de lo que se esperaba (23.615 concejales del PP frente a 23.224 del PSOE). Las elecciones autonómicas verificaron que el margen entre los dos partidos se estrechaba progresivamente a medida que se acercaban las elecciones generales de 2004.

### Elecciones de 2003
- Elecciones municipales 2003, información sobre las elecciones en la página del Ministerio del Interior Archivado el 27 de agosto de 2009 en Wayback Machine.
- Elecciones 25M, exposición de los resultados de forma gráfica, en ElMundo.es
- Elecciones 27M y 25M, cifras de votos y porcentaje de participación en las comunidades autónomas, en ElPaís.com

### Otros enlaces
- Procesos electorales celebrados en España, ordenados por tipo y fecha, en la página del Ministerio del Interior.

- Datos: Q17510821